# Потебня Андрій Олександрович
Потебня́ Андрій Олександрович (*11 (23) травня 1870, Харків — ↑7 березня 1919) — український ботанік. Син філолога Олександра Потебні. Брат електротехніка Олександра Потебні.

## Біографія
Народився 23 травня 1870 року у Харкові.
Закінчив Харківський університет (1894). В 1898–1903 — ботанік-садовод у Нікітському ботанічному саду. З 1903 — викладач Харківського університету, одночасно з 1913 — завідувач відділу фітопатології Харківської обласної сільськогосподарчої дослідної станції. Основні наукові праці присвячені вивченню біології, морфології і систематики паразитичних грибів, зокрема аскоміцетів. Вивчаючи генетичні зв'язки між незавершеними та сумчастими грибами, Потебня вперше в Російській імперії при проведенні дослідів з плеоморфізму аскоміцетів застосував метод чистих культур.

## Наукові праці
- «Fungi Imperfecti южной России» (1900 р.)
- «Материалы к микологической флоре Курской и Харьковской губернии» (1910 р.)